# Boyceville
Boyceville – wieś w Stanach Zjednoczonych, w stanie Wisconsin, w hrabstwie Dunn.